# A.C. Milan w sezonie 1972/1973

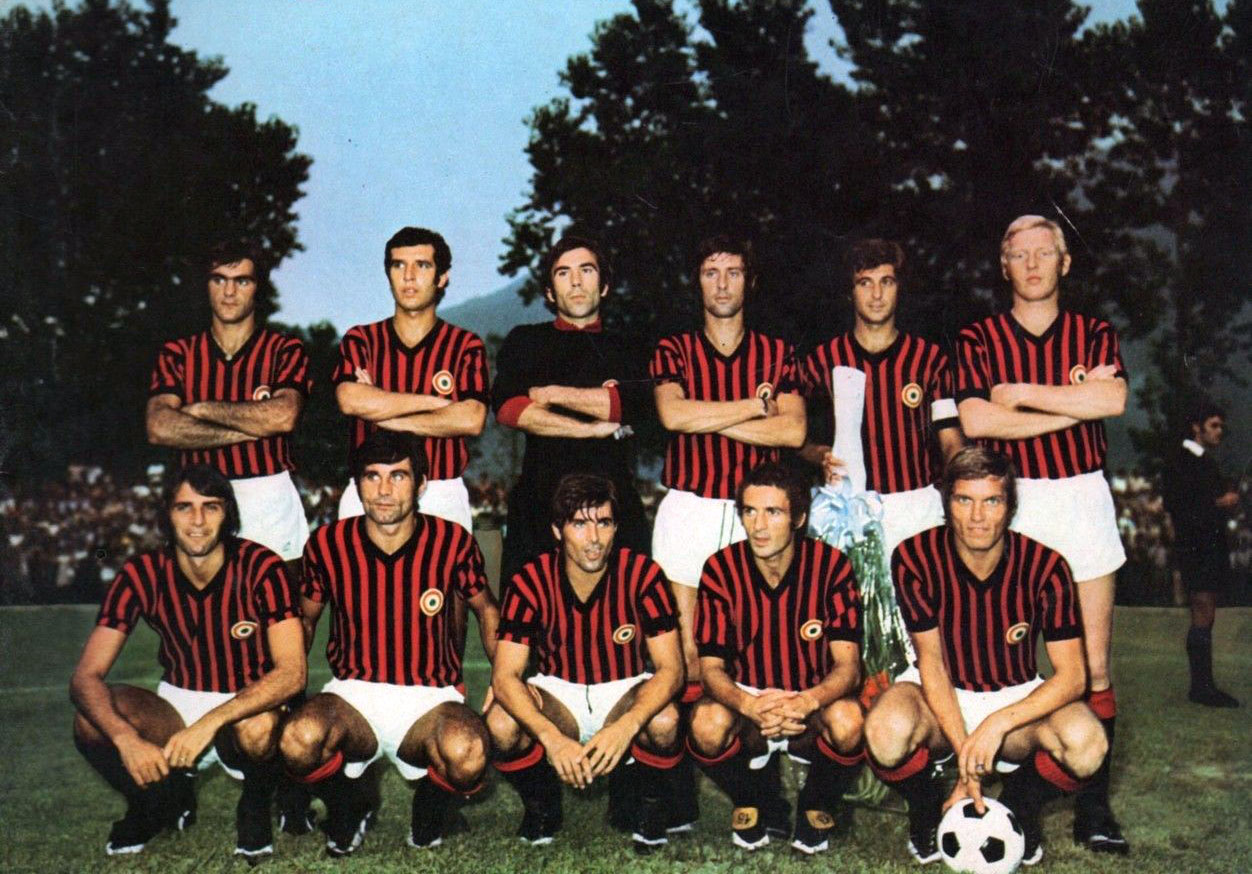
A.C. Milan 1972/73

Osiągnięcia i skład piłkarskiego zespołu A.C. Milan w sezonie 1972/73.

## Osiągnięcia
- Serie A: 2. miejsce
- Puchar Włoch: zwycięstwo
- Puchar Zdobywców Pucharów: zwycięstwo

## Podstawowe dane
- Oficjalna nazwa klubu: Associazione Calcio Milan
- Siedziba klubu: Via F. Turati 3
- Boisko: San Siro
- Prezes klubu:  Albino Buticchi
- Trener zespołu:  Cesare Maldini[1]
- Kapitan drużyny:  Gianni Rivera

## Skład zespołu
Bramkarze:
| Włochy | Pierangelo Belli |
| Włochy | Villiam Vecchi   |

Obrońcy:
| Włochy | Angelo Anquilletti      |
| Włochy | Michele De Nadai        |
| Włochy | Dario Dolci             |
| Włochy | Aldo Maldera            |
| Włochy | Roberto Rosato          |
| Włochy | Giuseppe Sabadini       |
| Niemcy | Karl-Heinz Schnellinger |
| Włochy | Maurizio Turone         |
| Włochy | Giulio Zignoli          |

Pomocnicy:
| Włochy | Romeo Benetti    |
| Włochy | Giorgio Biasiolo |
| Włochy | Roberto Casone   |
| Włochy | Guidi Magherini  |
| Włochy | Gianni Rivera    |
| Włochy | Ricardo Sogliano |

Napastnicy:
| Włochy | Alberto Bigon    |
| Włochy | Luciano Chiarugi |
| Włochy | Lino Golin       |
| Włochy | Graziano Gori    |
| Włochy | Ilario Frank     |
| Włochy | Pierino Prati    |
| Włochy | Carlo Tresoldi   |